# Rákóczi Renáta
Rákóczi Renáta (1987. április 22.– ) magyar sportoló, női kick-box világbajnok.

## Élete
Gyerekkora óta az élete része a sport. 6 évesen kezdett el küzdősportokkal foglalkozni, gyerekkori példaképe Rajka Andrea volt, aki abban az időben hazánk legsikeresebb taekwondo versenyzője volt. Neki magának is a taekwondo volt az első sportága, amiben Európa-bajnoki címig jutott, 2006-ban Romániában; eredményét ebben a harcművészeti ágban, felnőtt nők között azóta senki sem tudta megismételni.
2018. szeptember 8-án, 30 évesen szerzett kick-boxban profi világbajnoki címet, miután a norvégiai Elverumban rendezett versenyen, a full-contact szabályrendszer 55 kilogrammos súlycsoportjában pontozással nyert a hazaiak favoritja, Kristin Vollstadt ellen, a helyi sportcsarnokot teljesen megtöltő 2500 néző előtt. A Titán SE színeiben, Juhász Gábor edző (egyben a Magyar Kick-box Szakszövetség alelnöke) irányításával elért győzelme sporttörténelmi sikernek minősült, hiszen a sportágban akkor fordult elő először, hogy két női versenyző 12 menetes mérkőzést vívjon egymással. Az erről szóló döntést a WAKO kick-box világszervezet éppen Rákóczi és Vollstadt küzdelme előtt hozta meg, addig csak a férfiaknak kellett 12 menetet végigküzdeniük a világbajnoki címért.
2019-ben a TV2 Exatlon Hungary című ügyességi és extrémsport vetélkedőműsorának egyik szereplője lett, ahol a nők között 3. helyezést ért el, a Bajnokok csapatának tagjaként. 2022-ben újra visszatért, a 4. (All Star) évadában is.
2019-ben Törökországban a címmérkőzése után egy héttel szerzett még egy világbajnoki bronzérmet is. 2021-ben pedig szintén világbajnokságon, Olaszországban egy ezüstérmet harcolt ki magának.